# Московско-Курская железная дорога
Московско-Ку́рская желе́зная доро́га — казённая железная дорога в России, существовавшая в период с 1866 по 1918 год. Проходила по территории Московской, Тульской, Орловской, Курской, Рязанской губерний. Дорога связывала центр России с юго-восточными районами страны.

## История
В мае 1864 года был издан указ о строительстве железнодорожной линии Москва — Орёл. Эта линия являлась головным участком Южной железной дороги. 2 декабря 1865 года был утверждён план линии от Орла до Курска. Строительство дороги возглавлял В. С. Семичев, в изысканиях участвовали В. А. Панаев, Н. И. Антонов, В. Ф. Голубев. Строилась дорога силами вольнонаёмных рабочих и солдат.
На дороге было построено несколько депо, 19 станций были оборудованы грузовыми платформами и складами.
Линия Москва — Серпухов была открыта 17 ноября 1866 года, Серпухов — Тула открыта в 1867 году, от Тулы до Орла — 15 августа, а до Курска — 7 сентября 1868 года. Протяженность дороги на 1868 год составляла 542,7 км. Максимальный продольный уклон пути на железной дороге был 8 ‰, наименьший радиус кривых в поворотах — 640 м.
Через несколько лет после строительства дороги с целью увеличения её провозной способности была начата реконструкция: заменялись лёгкие рельсы, подсыпался балласт, увеличивалось число станций.
Здание Курско-Нижегородского вокзала в Москве было построено в 1894—1896 годах по проекту архитектора Н. И. Орлова при участии М. А. Аладьина. Несколько зданий было построено по проектам архитектора М. Ю. Арнольда.
Московско-Курская железная дорога, построенная на государственные деньги, в период 1871—1893 годы принадлежала акционерному обществу Московско-Курской железной дороги. В 1893—1895 годах дорога была объединена с Московско-Нижегородской железной дорогой и Муромской железной дорогой. Управление этой объединённой казённой железной дорогой располагалось в Москве. На 1909 год дорога была двухколейной (включая участок до Белгорода).
В мае 1918 года была передана НКПС. В 1953 году была объединена с Московско-Донбасской дорогой, и была сформирована Московско-Курско-Донбасская железная дорога. По состоянию на 2010 год основные линии железной дороги входили в состав Московской железной дороги.

## Станции
- Москва-Курская
- Москва-Товарная-Курская
- Царицыно
- Подольск
- Чехов
- Серпухов
- Тула
- Скуратово
- Песочная. Узловая станция: Болховская ветвь
- Орёл I Курский. Узловая станция: Орловско-Витебская ж. д. (с 1895 года — Риго-Орловская ж. д.).
- Орёл II Витебский
- Становой колодезь
- Еропкино
- Змиёвка
- Глазуновка
- Малоархангельск
- Поныри
- Возы
- Золотухино
- Свобода (до 1931 года — Коренная пустынь)
- Курск. Узловая станция с 1868 года: Курско-Киевская и Курско-Харьково-Азовская ж. д.